# 甘木・朝倉広域市町村圏事務組合
甘木･朝倉広域市町村圏事務組合（あまぎ・あさくらこういきしちょうそんけんじむくみあい）とは、福岡県甘木・朝倉広域圏に存する複合的一部事務組合である。

## 所在地
- 福岡県朝倉市甘木873-3　甘木朝倉市町村会館内

## 構成市町村
- 朝倉市
- 筑前町
- 東峰村

## 執行部
理事会制を採用。理事長は朝倉市長

## 構成市町村の事務の共同処理
- 総合的な計画の策定、変更及び実施のための連絡調整に関する事務
- 総合的な計画に基づき行う地域振興事業に関する事務
- 市町村会館の設置及び運営管理に関する事務
- 総合教育センターの設置及び運営管理に関する事務
- 常備消防に関する事務（甘木･朝倉消防本部･甘木･朝倉消防署の設置）
- 救急医療に関する事務（甘木･朝倉休日･夜間急患センターの設置）
- 火葬場の設置及び運営管理に関する事務（旧甘木市･筑前町の区域を除く）
- 共有山林の維持管理及び処分に関する事務
- 広域的な課題の調査研究に係る連絡調整に関する事務

## 消防本部

### 所在地
- 消防本部・消防署- 朝倉市一木18番地20
  - 東部分署- 朝倉市杷木寒水92番地1
  - 西部分署- 朝倉郡筑前町下高場3599番地3
  - 朝倉出張所- 朝倉市宮野2142番地2
  - 東出張所-  朝倉郡東峰村大字小石原鼓837番地11

### 装備
- 普通消防ポンプ車-1
- 水槽付き消防ポンプ車-5
- 救助工作車-1
- 高規格救急車-6
- 化学車-1
- はしご車-1
- 指令車-5
- 防火広報車-2
- 指揮車-1
- 防火広報車-1
- 資機材搬送車-1
- 人員輸送車-1
- その他-4

### その他
消防本部の指令業務は、甘木・朝倉消防本部を含む筑後地域8つの消防本部・消防組合で共同管理・運営している、筑後地域消防指令センターで行っている。

## 公式サイト
- 甘木・朝倉広域市町村圏事務組合
- 甘木・朝倉消防本部